# دافيد بنفينيستي
دافيد بنفينيستي David Benvenisti (بالعبرية: דוד בנבנשתי‏) (25 يناير 1897 في سالونيك - 16 مايو 1993 في القدس) كان جغرافيًا ومعلمًا؛ حصل على " جائزة إسرائيل " عام 1982 لإنجازاته في مجال التعليم وجغرافية إسرائيل؛ وجائزة ياكير أورشليم في عام 1969.

## حياته
كان جده شموئيل يوسف، رئيسًا لقضاة المحكمة اليهودية في سالونيك. وهاجر إلى فلسطين عام 1913 لمتابعة دراسته الحاخامية في القدس. وفي عام 1918 بعد أن أكمل دراسته في "كلية المعلمين العبرية في القدس"، التحق بالكتيبة العبرية التابعة للجيش البريطاني، والتي تم تجنيدها من اليهود الفلسطينيين في نفس العام وخدم خلال الحرب العالمية الأولى في فلسطين والشرق الأوسط حتى عام 1920.
في الثلاثينيات من القرن العشرين، أسس مع أصدقائه "جمعية بيوت الشباب الإسرائيلية". وحصل على درجة الماجستير في الجغرافيا من الجامعة العبرية في القدس عام 1935. وكان عضواً في منظمة الهاغاناه اليهودية، وأصيب في معركة حصار القدس عام 1948.

## عمله
عمل مدرساً ومديراً لمدرسة ابتدائية في بيت هاكيرم بالقدس لأكثر من 40 عاماً. وخلال سنوات عمله رفض ترك تلاميذه لمناصب أعلى. وأسس مع أصدقائه في عام 1927 أول "جمعية رحالة فلسطين" التي نظمت جولات المشي لمسافات طويلة وجولات السيارات في فلسطين والشرق الأوسط.
وبعد تقاعده من التدريس أصبح عام 1964 أول مدير عام لمعهد بن تسفي لدراسة الجاليات اليهودية في الشرق في القدس ورئيس لجنة تسمية طرق وشوارع القدس.

## عمله الأدبي
كتب بنفينيستي العديد من الكتب التعليمية والخرائط المدرسية عن جغرافية إسرائيل. وقام مع أصدقائه بتأليف أحد الكتب الإرشادية الأولى لفلسطين بعد الحرب العالمية الأولى. وكتب العديد من المقالات عن تاريخ الجالية اليهودية في سالونيك. وكتب مذكراته عن طفولته في سالونيك، وخدمته في الكتيبة العبرية في الحرب العالمية الأولى، والسنوات التي قضاها كمدرس ومدير لمدرسته.